# (417) Суэвия
(417) Суэвия (нем. Suevia) — астероид главного пояса, который принадлежит к редкому спектральному классу K. Был обнаружен 6 мая 1896 года немецким астрономом Максом Вольфом в обсерватории Хайдельберг и назван в честь старейшей в Хайдельберге студенческой корпорации.

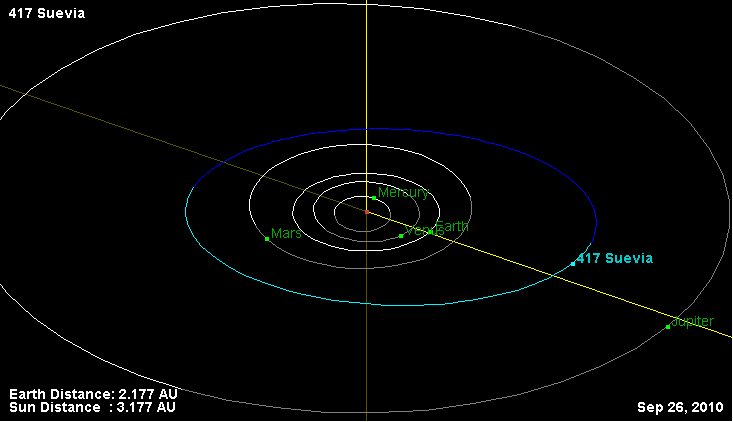
Орбита астероида Суэвия и его положение в Солнечной системе